# Alfred Hilbe

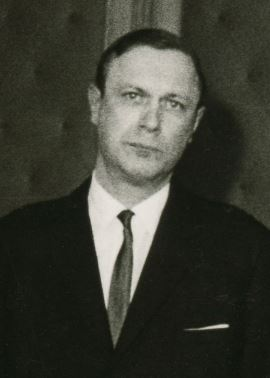
Alfred Hilbe, 1970

Alfred Hilbe (* 22. Juli 1928 in Gmunden; † 31. Oktober 2011) war ein liechtensteinischer Diplomat, Unternehmer und zwischen 1970 und 1974 Regierungschef von Liechtenstein. Er gehörte der Vaterländischen Union an.

## Leben
Hilbe wuchs in Schaan auf und besuchte zwischen 1938 und 1947 das Collegium Marianum in Vaduz sowie die Kantonsschule in Zürich. Daraufhin folgte ein Wirtschaftsstudium an der Institut d’études politiques in Paris, das er 1950 mit einem Diplom abschloss. 1951 wurde er nach einem weiteren Studium der Wirtschaftswissenschaften an der Leopold-Franzens-Universität in Innsbruck promoviert. Nach einigen Jahren in der Wirtschaft wirkte er ab 1954 als Gesandtschaftssekretär und zwischen 1964 und 1965 als Legationsrat der liechtensteinischen Gesandtschaft in Bern neben Prinz Heinrich von und zu Liechtenstein.
Für die Vaterländische Union bekleidete er ab Juni 1965 das Amt des Regierungschef-Stellvertreters im Kabinett Gerard Batliner II sowie im Kabinett Gerard Batliner III. Vom 18. März 1970 bis zum 27. März 1974 war er schliesslich selbst Regierungschef im Kabinett Alfred Hilbe. Während seiner Amtszeit wurden verschiedene Reformen durchgeführt, darunter eine Schulreform (1971) und eine Eherechtsreform (1974). Zwei Volksabstimmungen in den Jahren 1971 und 1973, die das Frauenstimmrecht in Liechtenstein einführen sollten, scheiterten. Zudem unterzeichnete die Regierung 1972 ein Abkommen über die Ausdehnung des Freihandelsabkommens zwischen der Schweiz und der Europäischen Wirtschaftsgemeinschaft auf Liechtenstein. Nach seiner politischen Wirkungszeit arbeitete er ab 1974 als Unternehmensberater und führte ein Treuhandunternehmen. Von 1965 bis 1995 wirkte er zudem als Mitglied im Vorstand des Pressevereins «Liechtensteiner Vaterland».
Für seine Verdienste verlieh ihm Fürst Franz Josef II. 1974 den Titel eines fürstlichen Rats und das Grosskreuz des Fürstlich Liechtensteinischen Verdienstordens. 2003 wurde ihm darüber hinaus das Grosskreuz mit Brillanten verliehen. Weiters wurde ihm das Grosses Silbernes Ehrenzeichen am Bande der Republik Österreich zuerkannt. Alfred Hilbe verstarb am 31. Oktober 2011. Der Trauergottesdienst fand am 4. November 2011 in der Pfarrkirche St. Laurentius (Schaan) statt. Hilbe war seit 1951 verheiratet und hatte eine Tochter.